# Goniopecten asiaticus
Goniopecten asiaticus är en sjöstjärneart som beskrevs av Fisher 1913. Goniopecten asiaticus ingår i släktet Goniopecten och familjen Goniopectinidae. Inga underarter finns listade i Catalogue of Life.